# 1793 no Brasil
Esta é uma cronologia dos fatos ocorridos no ano de 1793 no Brasil.

## Incumbentes

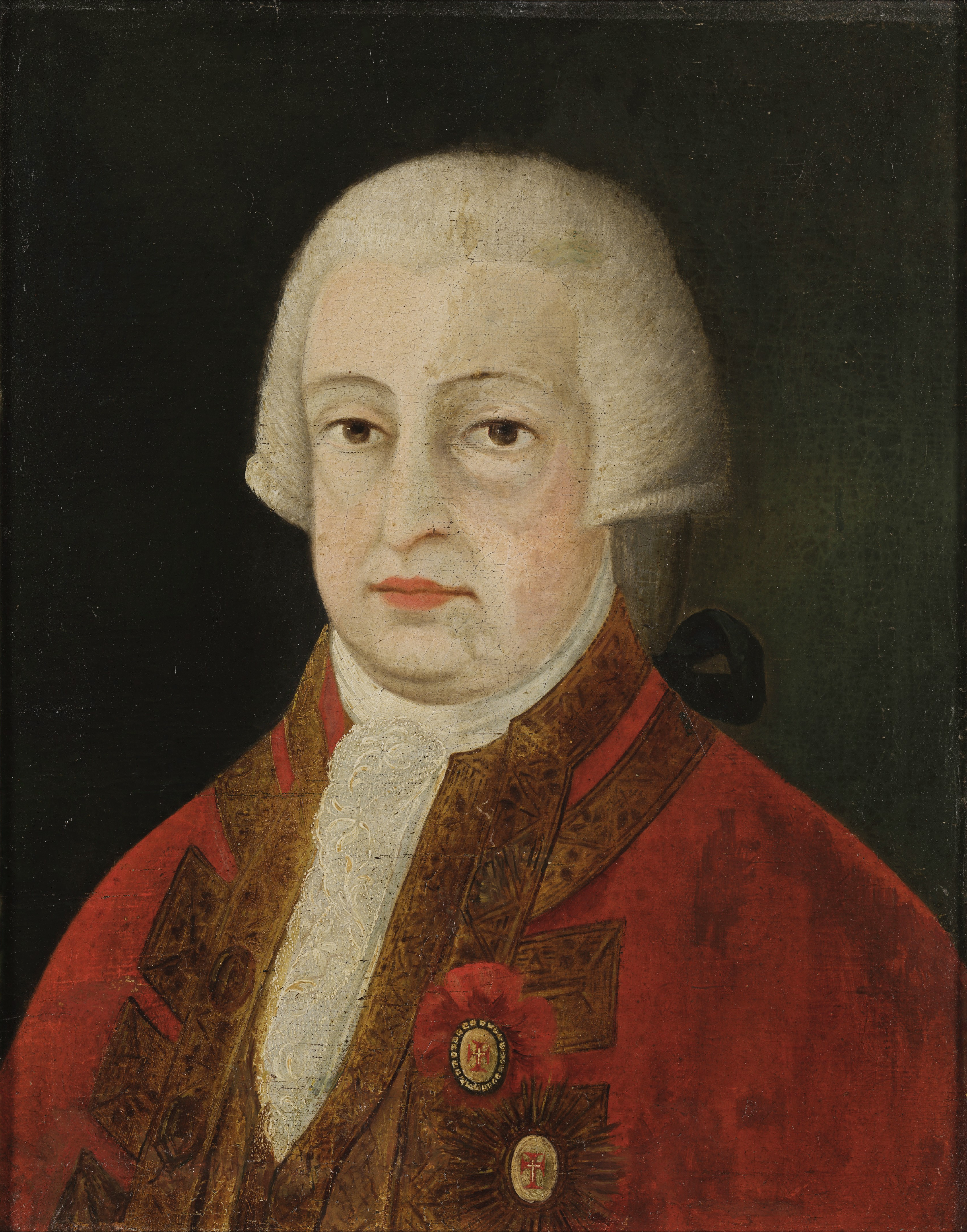
José Luís de Castro, Conde de Resende

- José Luís de Castro, Conde de Resende, Vice-Rei do Brasil de 1790 a 1801.

## Eventos
- 31 de julho: É fundada a cidade de Palhoça.
- 8 de dezembro: Primeiro Círio de Nossa Senhora de Nazaré, em Belém do Pará.[1]

## Nascimentos
- 15 de setembro: Cândido José de Araújo Viana, Marquês de Sapucaí (m. 1875).
- 22 de dezembro: Pedro de Araújo Lima, Marquês de Olinda, Regente do Império do Brasil de 1837 a 1840 (m. 1870).